# Eocuma gorgasiae
Eocuma gorgasiae är en kräftdjursart som beskrevs av Muhlenhardt- Siegel 1996. Eocuma gorgasiae ingår i släktet Eocuma och familjen Bodotriidae. Inga underarter finns listade i Catalogue of Life.